# Lista di asteroidi (309001-310000)
Di seguito una lista di asteroidi dal numero 309001 al 310000 con data di scoperta e scopritore.

## 309001-309100
| Nome     | Designazione provvisoria | Data di scoperta  | Scopritore        |
| -------- | ------------------------ | ----------------- | ----------------- |
| 309001 - | 2006 UG49                | 17 ottobre 2006   | Spacewatch        |
| 309002 - | 2006 UG50                | 17 ottobre 2006   | Spacewatch        |
| 309003 - | 2006 UL51                | 17 ottobre 2006   | Mt. Lemmon Survey |
| 309004 - | 2006 UR57                | 18 ottobre 2006   | Spacewatch        |
| 309005 - | 2006 UW73                | 17 ottobre 2006   | Spacewatch        |
| 309006 - | 2006 UC77                | 17 ottobre 2006   | Spacewatch        |
| 309007 - | 2006 UL77                | 17 ottobre 2006   | Spacewatch        |
| 309008 - | 2006 UM78                | 17 ottobre 2006   | Spacewatch        |
| 309009 - | 2006 UZ80                | 17 ottobre 2006   | Mt. Lemmon Survey |
| 309010 - | 2006 UB82                | 17 ottobre 2006   | Spacewatch        |
| 309011 - | 2006 UE83                | 17 ottobre 2006   | Mt. Lemmon Survey |
| 309012 - | 2006 UG83                | 17 ottobre 2006   | Mt. Lemmon Survey |
| 309013 - | 2006 UM90                | 17 ottobre 2006   | Spacewatch        |
| 309014 - | 2006 UQ90                | 17 ottobre 2006   | Spacewatch        |
| 309015 - | 2006 UZ97                | 18 ottobre 2006   | Spacewatch        |
| 309016 - | 2006 UH103               | 18 ottobre 2006   | Spacewatch        |
| 309017 - | 2006 UC111               | 19 ottobre 2006   | Spacewatch        |
| 309018 - | 2006 US112               | 19 ottobre 2006   | Spacewatch        |
| 309019 - | 2006 UO113               | 19 ottobre 2006   | Spacewatch        |
| 309020 - | 2006 UY116               | 19 ottobre 2006   | Spacewatch        |
| 309021 - | 2006 UU119               | 19 ottobre 2006   | Spacewatch        |
| 309022 - | 2006 UM124               | 19 ottobre 2006   | Mt. Lemmon Survey |
| 309023 - | 2006 UH130               | 19 ottobre 2006   | Spacewatch        |
| 309024 - | 2006 UO130               | 19 ottobre 2006   | Spacewatch        |
| 309025 - | 2006 UQ133               | 25 settembre 2006 | Mt. Lemmon Survey |
| 309026 - | 2006 UA134               | 19 ottobre 2006   | Spacewatch        |
| 309027 - | 2006 UD140               | 19 ottobre 2006   | Spacewatch        |
| 309028 - | 2006 UR146               | 20 ottobre 2006   | Mt. Lemmon Survey |
| 309029 - | 2006 UP154               | 21 ottobre 2006   | Mt. Lemmon Survey |
| 309030 - | 2006 UZ155               | 21 ottobre 2006   | Mt. Lemmon Survey |
| 309031 - | 2006 UH160               | 21 ottobre 2006   | Mt. Lemmon Survey |
| 309032 - | 2006 UT172               | 22 ottobre 2006   | Spacewatch        |
| 309033 - | 2006 UF176               | 16 ottobre 2006   | CSS               |
| 309034 - | 2006 UJ177               | 16 ottobre 2006   | CSS               |
| 309035 - | 2006 UV187               | 19 ottobre 2006   | CSS               |
| 309036 - | 2006 UH189               | 19 ottobre 2006   | CSS               |
| 309037 - | 2006 UR197               | 20 ottobre 2006   | Spacewatch        |
| 309038 - | 2006 UL198               | 20 ottobre 2006   | Spacewatch        |
| 309039 - | 2006 UL216               | 29 ottobre 2006   | Endate, K.        |
| 309040 - | 2006 UK218               | 30 ottobre 2006   | Nyukasa           |
| 309041 - | 2006 UR221               | 17 ottobre 2006   | Spacewatch        |
| 309042 - | 2006 UR234               | 22 ottobre 2006   | Mt. Lemmon Survey |
| 309043 - | 2006 UW241               | 27 ottobre 2006   | Spacewatch        |
| 309044 - | 2006 UB246               | 27 ottobre 2006   | Mt. Lemmon Survey |
| 309045 - | 2006 UH247               | 27 ottobre 2006   | Mt. Lemmon Survey |
| 309046 - | 2006 UY253               | 27 ottobre 2006   | Mt. Lemmon Survey |
| 309047 - | 2006 UB254               | 27 ottobre 2006   | Mt. Lemmon Survey |
| 309048 - | 2006 UG256               | 27 ottobre 2006   | Mt. Lemmon Survey |
| 309049 - | 2006 UV256               | 28 ottobre 2006   | Spacewatch        |
| 309050 - | 2006 UB257               | 28 ottobre 2006   | Spacewatch        |
| 309051 - | 2006 UW259               | 28 ottobre 2006   | Mt. Lemmon Survey |
| 309052 - | 2006 UU267               | 27 ottobre 2006   | CSS               |
| 309053 - | 2006 UM272               | 27 ottobre 2006   | Mt. Lemmon Survey |
| 309054 - | 2006 UY273               | 27 ottobre 2006   | Spacewatch        |
| 309055 - | 2006 UX274               | 28 ottobre 2006   | Spacewatch        |
| 309056 - | 2006 US282               | 28 ottobre 2006   | Spacewatch        |
| 309057 - | 2006 UC284               | 28 ottobre 2006   | Spacewatch        |
| 309058 - | 2006 UM284               | 28 ottobre 2006   | Spacewatch        |
| 309059 - | 2006 UO284               | 28 ottobre 2006   | Mt. Lemmon Survey |
| 309060 - | 2006 UM286               | 28 ottobre 2006   | Spacewatch        |
| 309061 - | 2006 UH320               | 19 ottobre 2006   | Buie, M. W.       |
| 309062 - | 2006 UR324               | 19 ottobre 2006   | Mt. Lemmon Survey |
| 309063 - | 2006 UU331               | 21 ottobre 2006   | Becker, A. C.     |
| 309064 - | 2006 US335               | 19 ottobre 2006   | CSS               |
| 309065 - | 2006 UZ338               | 31 ottobre 2006   | Mt. Lemmon Survey |
| 309066 - | 2006 UZ358               | 20 ottobre 2006   | Spacewatch        |
| 309067 - | 2006 UB359               | 20 ottobre 2006   | Spacewatch        |
| 309068 - | 2006 US360               | 19 ottobre 2006   | CSS               |
| 309069 - | 2006 VX5                 | 10 novembre 2006  | Spacewatch        |
| 309070 - | 2006 VW6                 | 10 novembre 2006  | Spacewatch        |
| 309071 - | 2006 VM7                 | 10 novembre 2006  | Spacewatch        |
| 309072 - | 2006 VT10                | 11 novembre 2006  | CSS               |
| 309073 - | 2006 VP22                | 10 novembre 2006  | Spacewatch        |
| 309074 - | 2006 VH23                | 10 novembre 2006  | Spacewatch        |
| 309075 - | 2006 VC24                | 10 novembre 2006  | Spacewatch        |
| 309076 - | 2006 VA34                | 11 novembre 2006  | CSS               |
| 309077 - | 2006 VB42                | 12 novembre 2006  | Mt. Lemmon Survey |
| 309078 - | 2006 VC46                | 9 novembre 2006   | Spacewatch        |
| 309079 - | 2006 VB52                | 11 novembre 2006  | Spacewatch        |
| 309080 - | 2006 VD56                | 11 novembre 2006  | Spacewatch        |
| 309081 - | 2006 VE57                | 11 novembre 2006  | Spacewatch        |
| 309082 - | 2006 VL65                | 11 novembre 2006  | Spacewatch        |
| 309083 - | 2006 VR65                | 11 novembre 2006  | Spacewatch        |
| 309084 - | 2006 VD72                | 11 novembre 2006  | Mt. Lemmon Survey |
| 309085 - | 2006 VU72                | 11 novembre 2006  | Mt. Lemmon Survey |
| 309086 - | 2006 VF74                | 11 novembre 2006  | Spacewatch        |
| 309087 - | 2006 VR75                | 11 novembre 2006  | Spacewatch        |
| 309088 - | 2006 VB84                | 13 novembre 2006  | Mt. Lemmon Survey |
| 309089 - | 2006 VQ92                | 15 novembre 2006  | CSS               |
| 309090 - | 2006 VW95                | 14 novembre 2006  | LINEAR            |
| 309091 - | 2006 VC106               | 13 novembre 2006  | Mt. Lemmon Survey |
| 309092 - | 2006 VY122               | 14 novembre 2006  | LINEAR            |
| 309093 - | 2006 VA124               | 14 novembre 2006  | Spacewatch        |
| 309094 - | 2006 VW138               | 15 novembre 2006  | Spacewatch        |
| 309095 - | 2006 VL139               | 15 novembre 2006  | Spacewatch        |
| 309096 - | 2006 VT169               | 10 novembre 2006  | Spacewatch        |
| 309097 - | 2006 VE170               | 11 novembre 2006  | Mt. Lemmon Survey |
| 309098 - | 2006 VB172               | 1º novembre 2006  | Mt. Lemmon Survey |
| 309099 - | 2006 WC                  | 16 novembre 2006  | Yeung, W. K. Y.   |
| 309100 - | 2006 WS11                | 16 novembre 2006  | LINEAR            |

## 309101-309200
| Nome     | Designazione provvisoria | Data di scoperta | Scopritore             |
| -------- | ------------------------ | ---------------- | ---------------------- |
| 309101 - | 2006 WW42                | 16 novembre 2006 | Spacewatch             |
| 309102 - | 2006 WP56                | 16 novembre 2006 | Spacewatch             |
| 309103 - | 2006 WR63                | 17 novembre 2006 | Mt. Lemmon Survey      |
| 309104 - | 2006 WF71                | 18 novembre 2006 | Spacewatch             |
| 309105 - | 2006 WK73                | 18 novembre 2006 | Spacewatch             |
| 309106 - | 2006 WZ83                | 18 novembre 2006 | Mt. Lemmon Survey      |
| 309107 - | 2006 WR85                | 18 novembre 2006 | Spacewatch             |
| 309108 - | 2006 WZ88                | 18 novembre 2006 | Spacewatch             |
| 309109 - | 2006 WM93                | 19 novembre 2006 | Spacewatch             |
| 309110 - | 2006 WW104               | 19 novembre 2006 | Spacewatch             |
| 309111 - | 2006 WR113               | 20 novembre 2006 | Spacewatch             |
| 309112 - | 2006 WW118               | 21 novembre 2006 | CSS                    |
| 309113 - | 2006 WP120               | 21 novembre 2006 | LINEAR                 |
| 309114 - | 2006 WZ122               | 21 novembre 2006 | Mt. Lemmon Survey      |
| 309115 - | 2006 WX127               | 24 novembre 2006 | Nyukasa                |
| 309116 - | 2006 WT128               | 19 novembre 2006 | Spacewatch             |
| 309117 - | 2006 WT138               | 19 novembre 2006 | CSS                    |
| 309118 - | 2006 WQ149               | 20 novembre 2006 | Spacewatch             |
| 309119 - | 2006 WN153               | 21 novembre 2006 | Mt. Lemmon Survey      |
| 309120 - | 2006 WL174               | 23 novembre 2006 | Spacewatch             |
| 309121 - | 2006 WW177               | 26 marzo 2003    | Spacewatch             |
| 309122 - | 2006 WQ178               | 24 novembre 2006 | Mt. Lemmon Survey      |
| 309123 - | 2006 WH187               | 23 novembre 2006 | Mt. Lemmon Survey      |
| 309124 - | 2006 WM203               | 16 novembre 2006 | Spacewatch             |
| 309125 - | 2006 WY203               | 27 novembre 2006 | Mt. Lemmon Survey      |
| 309126 - | 2006 XF7                 | 9 dicembre 2006  | Spacewatch             |
| 309127 - | 2006 XR9                 | 9 dicembre 2006  | Spacewatch             |
| 309128 - | 2006 XY18                | 11 dicembre 2006 | Spacewatch             |
| 309129 - | 2006 XM24                | 12 dicembre 2006 | Spacewatch             |
| 309130 - | 2006 XU25                | 12 dicembre 2006 | CSS                    |
| 309131 - | 2006 XG28                | 13 dicembre 2006 | CSS                    |
| 309132 - | 2006 XP31                | 12 dicembre 2006 | Spacewatch             |
| 309133 - | 2006 XU34                | 11 dicembre 2006 | Spacewatch             |
| 309134 - | 2006 XB35                | 11 dicembre 2006 | LINEAR                 |
| 309135 - | 2006 XT37                | 11 dicembre 2006 | Spacewatch             |
| 309136 - | 2006 XQ38                | 11 dicembre 2006 | Spacewatch             |
| 309137 - | 2006 XJ42                | 12 dicembre 2006 | LINEAR                 |
| 309138 - | 2006 XY42                | 12 dicembre 2006 | Mt. Lemmon Survey      |
| 309139 - | 2006 XQ51                | 14 dicembre 2006 | Mt. Lemmon Survey      |
| 309140 - | 2006 XY54                | 15 dicembre 2006 | LINEAR                 |
| 309141 - | 2006 XE59                | 14 dicembre 2006 | Spacewatch             |
| 309142 - | 2006 XF60                | 14 dicembre 2006 | Spacewatch             |
| 309143 - | 2006 XP66                | 13 dicembre 2006 | Mt. Lemmon Survey      |
| 309144 - | 2006 YH4                 | 16 dicembre 2006 | Mt. Lemmon Survey      |
| 309145 - | 2006 YR6                 | 19 dicembre 2006 | Eskridge               |
| 309146 - | 2006 YQ7                 | 20 dicembre 2006 | NEAT                   |
| 309147 - | 2006 YD13                | 23 dicembre 2006 | Eskridge               |
| 309148 - | 2006 YY16                | 21 dicembre 2006 | Mt. Lemmon Survey      |
| 309149 - | 2006 YR27                | 21 dicembre 2006 | Spacewatch             |
| 309150 - | 2006 YM37                | 21 dicembre 2006 | Spacewatch             |
| 309151 - | 2006 YB38                | 21 dicembre 2006 | Spacewatch             |
| 309152 - | 2006 YW51                | 26 dicembre 2006 | Spacewatch             |
| 309153 - | 2006 YW55                | 26 dicembre 2006 | CSS                    |
| 309154 - | 2007 AF4                 | 8 gennaio 2007   | Mt. Lemmon Survey      |
| 309155 - | 2007 AR4                 | 8 gennaio 2007   | Mt. Lemmon Survey      |
| 309156 - | 2007 AS4                 | 8 gennaio 2007   | Mt. Lemmon Survey      |
| 309157 - | 2007 AW7                 | 9 gennaio 2007   | CSS                    |
| 309158 - | 2007 AV9                 | 8 gennaio 2007   | Spacewatch             |
| 309159 - | 2007 AD17                | 15 gennaio 2007  | CSS                    |
| 309160 - | 2007 AQ18                | 10 gennaio 2007  | CSS                    |
| 309161 - | 2007 AW20                | 10 gennaio 2007  | Mt. Lemmon Survey      |
| 309162 - | 2007 AZ27                | 10 gennaio 2007  | Mt. Lemmon Survey      |
| 309163 - | 2007 AQ29                | 9 gennaio 2007   | Spacewatch             |
| 309164 - | 2007 BX4                 | 17 gennaio 2007  | NEAT                   |
| 309165 - | 2007 BO7                 | 17 gennaio 2007  | CSS                    |
| 309166 - | 2007 BA8                 | 23 gennaio 2007  | LINEAR                 |
| 309167 - | 2007 BD18                | 17 gennaio 2007  | NEAT                   |
| 309168 - | 2007 BC21                | 22 gennaio 2007  | Lin, H.-C., Ye, Q.-z.  |
| 309169 - | 2007 BL21                | 24 gennaio 2007  | Spacewatch             |
| 309170 - | 2007 BT22                | 24 gennaio 2007  | Mt. Lemmon Survey      |
| 309171 - | 2007 BZ31                | 24 gennaio 2007  | Mt. Lemmon Survey      |
| 309172 - | 2007 BN49                | 23 ottobre 2005  | CSS                    |
| 309173 - | 2007 BQ60                | 26 gennaio 2007  | Spacewatch             |
| 309174 - | 2007 BS64                | 27 gennaio 2007  | Spacewatch             |
| 309175 - | 2007 BK68                | 27 gennaio 2007  | Mt. Lemmon Survey      |
| 309176 - | 2007 BF75                | 28 gennaio 2007  | Mt. Lemmon Survey      |
| 309177 - | 2007 CM3                 | 6 febbraio 2007  | Spacewatch             |
| 309178 - | 2007 CV5                 | 8 febbraio 2007  | Lowe, A.               |
| 309179 - | 2007 CZ6                 | 6 febbraio 2007  | Spacewatch             |
| 309180 - | 2007 CU9                 | 6 febbraio 2007  | NEAT                   |
| 309181 - | 2007 CF20                | 6 febbraio 2007  | NEAT                   |
| 309182 - | 2007 CL20                | 6 febbraio 2007  | NEAT                   |
| 309183 - | 2007 CE47                | 8 febbraio 2007  | NEAT                   |
| 309184 - | 2007 CG52                | 9 febbraio 2007  | CSS                    |
| 309185 - | 2007 CH60                | 10 febbraio 2007 | NEAT                   |
| 309186 - | 2007 CK62                | 13 febbraio 2007 | LINEAR                 |
| 309187 - | 2007 DJ13                | 16 febbraio 2007 | NEAT                   |
| 309188 - | 2007 DV60                | 23 febbraio 2007 | Siding Spring Survey   |
| 309189 - | 2007 DR64                | 21 febbraio 2007 | Spacewatch             |
| 309190 - | 2007 DZ79                | 23 febbraio 2007 | CSS                    |
| 309191 - | 2007 EZ30                | 10 marzo 2007    | Spacewatch             |
| 309192 - | 2007 EN47                | 9 marzo 2007     | Mt. Lemmon Survey      |
| 309193 - | 2007 ET66                | 10 marzo 2007    | Spacewatch             |
| 309194 - | 2007 EF74                | 10 marzo 2007    | Spacewatch             |
| 309195 - | 2007 ED94                | 10 marzo 2007    | Mt. Lemmon Survey      |
| 309196 - | 2007 EY129               | 9 marzo 2007     | Mt. Lemmon Survey      |
| 309197 - | 2007 ED151               | 12 marzo 2007    | Mt. Lemmon Survey      |
| 309198 - | 2007 ES196               | 15 marzo 2007    | Spacewatch             |
| 309199 - | 2007 EZ199               | 10 marzo 2007    | PMO NEO Survey Program |
| 309200 - | 2007 EY211               | 8 marzo 2007     | NEAT                   |

## 309201-309300
| Nome               | Designazione provvisoria | Data di scoperta  | Scopritore                        |
| ------------------ | ------------------------ | ----------------- | --------------------------------- |
| 309201 -           | 2007 EU215               | 12 marzo 2007     | CSS                               |
| 309202 -           | 2007 FB2                 | 16 marzo 2007     | CSS                               |
| 309203 -           | 2007 GG                  | 7 aprile 2007     | Tholen, D. J.                     |
| 309204 -           | 2007 GF25                | 12 aprile 2007    | Crni Vrh                          |
| 309205 -           | 2007 GV27                | 11 aprile 2007    | CSS                               |
| 309206 Mažvydas    | 2007 GE32                | 14 aprile 2007    | K. Černis, J. Zdanavičius         |
| 309207 -           | 2007 GP71                | 15 aprile 2007    | CSS                               |
| 309208 -           | 2007 HZ14                | 22 aprile 2007    | Rinner, C.                        |
| 309209 -           | 2007 HN15                | 19 aprile 2007    | Ferrando, R.                      |
| 309210 -           | 2007 HS28                | 19 aprile 2007    | Mt. Lemmon Survey                 |
| 309211 -           | 2007 HJ81                | 25 aprile 2007    | Mt. Lemmon Survey                 |
| 309212 -           | 2007 JS9                 | 10 maggio 2007    | Lowe, A.                          |
| 309213 -           | 2007 JQ22                | 11 maggio 2007    | CSS                               |
| 309214 -           | 2007 LL                  | 8 giugno 2007     | CSS                               |
| 309215 -           | 2007 LN18                | 14 giugno 2007    | CSS                               |
| 309216 -           | 2007 MG24                | 21 giugno 2007    | Mt. Lemmon Survey                 |
| 309217 -           | 2007 NF6                 | 10 luglio 2007    | Siding Spring Survey              |
| 309218 -           | 2007 OE7                 | 24 luglio 2007    | Broughton, J.                     |
| 309219 -           | 2007 PV10                | 11 agosto 2007    | LINEAR                            |
| 309220 -           | 2007 PV12                | 8 agosto 2007     | LINEAR                            |
| 309221 -           | 2007 PO20                | 9 agosto 2007     | LINEAR                            |
| 309222 -           | 2007 PU21                | 9 agosto 2007     | LINEAR                            |
| 309223 -           | 2007 PX21                | 9 agosto 2007     | LINEAR                            |
| 309224 -           | 2007 PD33                | 9 agosto 2007     | LINEAR                            |
| 309225 -           | 2007 PC40                | 10 agosto 2007    | Spacewatch                        |
| 309226 -           | 2007 PF44                | 14 agosto 2007    | Siding Spring Survey              |
| 309227 Tsukiko -   | 2007 QC                  | 16 agosto 2007    | Mazzucato, M., Dolfi, F.          |
| 309228 -           | 2007 QM1                 | 16 agosto 2007    | Crni Vrh                          |
| 309229 -           | 2007 QO2                 | 18 agosto 2007    | Gierlinger, R.                    |
| 309230 -           | 2007 QY6                 | 21 agosto 2007    | LONEOS                            |
| 309231 -           | 2007 QT9                 | 22 agosto 2007    | LINEAR                            |
| 309232 -           | 2007 QV9                 | 22 agosto 2007    | LINEAR                            |
| 309233 -           | 2007 QE11                | 23 agosto 2007    | Spacewatch                        |
| 309234 -           | 2007 QB16                | 23 agosto 2007    | Spacewatch                        |
| 309235 -           | 2007 QB18                | 24 agosto 2007    | Spacewatch                        |
| 309236 -           | 2007 RW                  | 3 settembre 2007  | Hug, G.                           |
| 309237 -           | 2007 RB2                 | 4 settembre 2007  | Healy, D.                         |
| 309238 -           | 2007 RV10                | 11 settembre 2007 | Birtwhistle, P.                   |
| (309239) 2007 RW10 | 2007 RW10                | 9 settembre 2007  | Palomar                           |
| 309240 -           | 2007 RR11                | 10 settembre 2007 | Chante-Perdrix                    |
| 309241 -           | 2007 RC17                | 13 settembre 2007 | CSS                               |
| 309242 -           | 2007 RN24                | 4 settembre 2007  | Astronomical Research Observatory |
| 309243 -           | 2007 RM28                | 4 settembre 2007  | CSS                               |
| 309244 -           | 2007 RU28                | 4 settembre 2007  | Mt. Lemmon Survey                 |
| 309245 -           | 2007 RJ29                | 4 settembre 2007  | CSS                               |
| 309246 -           | 2007 RG32                | 5 settembre 2007  | CSS                               |
| 309247 -           | 2007 RQ32                | 5 settembre 2007  | CSS                               |
| 309248 -           | 2007 RL33                | 5 settembre 2007  | CSS                               |
| 309249 -           | 2007 RP38                | 8 settembre 2007  | LONEOS                            |
| 309250 -           | 2007 RZ38                | 8 settembre 2007  | LONEOS                            |
| 309251 -           | 2007 RW39                | 9 settembre 2007  | Mt. Lemmon Survey                 |
| 309252 -           | 2007 RT41                | 9 settembre 2007  | LONEOS                            |
| 309253 -           | 2007 RC42                | 9 settembre 2007  | Spacewatch                        |
| 309254 -           | 2007 RL44                | 9 settembre 2007  | Spacewatch                        |
| 309255 -           | 2007 RD52                | 9 settembre 2007  | Spacewatch                        |
| 309256 -           | 2007 RH53                | 9 settembre 2007  | Spacewatch                        |
| 309257 -           | 2007 RC58                | 9 settembre 2007  | LONEOS                            |
| 309258 -           | 2007 RX68                | 10 settembre 2007 | Spacewatch                        |
| 309259 -           | 2007 RA69                | 10 settembre 2007 | Spacewatch                        |
| 309260 -           | 2007 RE83                | 10 settembre 2007 | Mt. Lemmon Survey                 |
| 309261 -           | 2007 RK93                | 10 settembre 2007 | Spacewatch                        |
| 309262 -           | 2007 RZ93                | 10 settembre 2007 | Spacewatch                        |
| 309263 -           | 2007 RZ94                | 10 settembre 2007 | Spacewatch                        |
| 309264 -           | 2007 RA95                | 10 settembre 2007 | Spacewatch                        |
| 309265 -           | 2007 RD98                | 10 settembre 2007 | Spacewatch                        |
| 309266 -           | 2007 RT102               | 11 settembre 2007 | Spacewatch                        |
| 309267 -           | 2007 RV102               | 11 settembre 2007 | Spacewatch                        |
| 309268 -           | 2007 RX102               | 11 settembre 2007 | Spacewatch                        |
| 309269 -           | 2007 RM109               | 11 settembre 2007 | Spacewatch                        |
| 309270 -           | 2007 RW113               | 11 settembre 2007 | Spacewatch                        |
| 309271 -           | 2007 RN116               | 11 settembre 2007 | Spacewatch                        |
| 309272 -           | 2007 RW119               | 11 settembre 2007 | PMO NEO Survey Program            |
| 309273 -           | 2007 RD128               | 12 settembre 2007 | Mt. Lemmon Survey                 |
| 309274 -           | 2007 RB133               | 15 settembre 2007 | Schwab, E., Kling, R.             |
| 309275 -           | 2007 RF134               | 12 settembre 2007 | CSS                               |
| 309276 -           | 2007 RE136               | 14 settembre 2007 | Mt. Lemmon Survey                 |
| 309277 -           | 2007 RX138               | 15 settembre 2007 | LUSS                              |
| 309278 -           | 2007 RZ139               | 13 settembre 2007 | LINEAR                            |
| 309279 -           | 2007 RQ141               | 13 settembre 2007 | LINEAR                            |
| 309280 -           | 2007 RC144               | 14 settembre 2007 | LINEAR                            |
| 309281 -           | 2007 RL149               | 12 settembre 2007 | CSS                               |
| 309282 -           | 2007 RM157               | 11 settembre 2007 | PMO NEO Survey Program            |
| 309283 -           | 2007 RE158               | 12 settembre 2007 | CSS                               |
| 309284 -           | 2007 RG158               | 25 marzo 2006     | Spacewatch                        |
| 309285 -           | 2007 RO195               | 12 settembre 2007 | Spacewatch                        |
| 309286 -           | 2007 RV202               | 13 settembre 2007 | Spacewatch                        |
| 309287 -           | 2007 RF206               | 10 settembre 2007 | Spacewatch                        |
| 309288 -           | 2007 RX208               | 10 settembre 2007 | Spacewatch                        |
| 309289 -           | 2007 RP209               | 10 settembre 2007 | Spacewatch                        |
| 309290 -           | 2007 RB219               | 14 settembre 2007 | Mt. Lemmon Survey                 |
| 309291 -           | 2007 RP221               | 14 settembre 2007 | Mt. Lemmon Survey                 |
| 309292 -           | 2007 RM222               | 14 settembre 2007 | Mt. Lemmon Survey                 |
| 309293 -           | 2007 RF226               | 10 settembre 2007 | Mt. Lemmon Survey                 |
| 309294 -           | 2007 RB227               | 10 settembre 2007 | Spacewatch                        |
| 309295 Hourenzhi   | 2007 RX228               | 16 agosto 2007    | PMO NEO Survey Program            |
| 309296 -           | 2007 RP232               | 11 settembre 2007 | PMO NEO Survey Program            |
| 309297 -           | 2007 RU235               | 12 settembre 2007 | CSS                               |
| 309298 -           | 2007 RJ239               | 14 settembre 2007 | CSS                               |
| 309299 -           | 2007 RJ240               | 14 settembre 2007 | Mt. Lemmon Survey                 |
| 309300 -           | 2007 RF242               | 15 settembre 2007 | LINEAR                            |

## 309301-309400
| Nome     | Designazione provvisoria | Data di scoperta  | Scopritore           |
| -------- | ------------------------ | ----------------- | -------------------- |
| 309301 - | 2007 RO242               | 15 settembre 2007 | LINEAR               |
| 309302 - | 2007 RL243               | 15 settembre 2007 | LINEAR               |
| 309303 - | 2007 RV246               | 12 settembre 2007 | CSS                  |
| 309304 - | 2007 RU254               | 14 settembre 2007 | Spacewatch           |
| 309305 - | 2007 RN261               | 14 settembre 2007 | Spacewatch           |
| 309306 - | 2007 RE269               | 15 settembre 2007 | Mt. Lemmon Survey    |
| 309307 - | 2007 RG269               | 15 settembre 2007 | Spacewatch           |
| 309308 - | 2007 RH284               | 10 settembre 2007 | Mt. Lemmon Survey    |
| 309309 - | 2007 RQ284               | 12 settembre 2007 | CSS                  |
| 309310 - | 2007 RJ286               | 3 settembre 2007  | CSS                  |
| 309311 - | 2007 RZ286               | 5 settembre 2007  | CSS                  |
| 309312 - | 2007 RA287               | 5 settembre 2007  | CSS                  |
| 309313 - | 2007 RG290               | 9 settembre 2007  | Spacewatch           |
| 309314 - | 2007 RB294               | 13 settembre 2007 | Spacewatch           |
| 309315 - | 2007 RK310               | 5 settembre 2007  | CSS                  |
| 309316 - | 2007 RD311               | 4 settembre 2007  | CSS                  |
| 309317 - | 2007 RF311               | 5 settembre 2007  | Siding Spring Survey |
| 309318 - | 2007 RR315               | 12 settembre 2007 | CSS                  |
| 309319 - | 2007 SO                  | 17 settembre 2007 | OAM                  |
| 309320 - | 2007 SZ                  | 17 settembre 2007 | OAM                  |
| 309321 - | 2007 SC3                 | 16 settembre 2007 | LINEAR               |
| 309322 - | 2007 SQ4                 | 20 settembre 2007 | Remanzacco           |
| 309323 - | 2007 SZ4                 | 18 settembre 2007 | LINEAR               |
| 309324 - | 2007 SA5                 | 18 settembre 2007 | LINEAR               |
| 309325 - | 2007 SF6                 | 21 settembre 2007 | Schiaparelli         |
| 309326 - | 2007 SV6                 | 18 settembre 2007 | LONEOS               |
| 309327 - | 2007 SL8                 | 18 settembre 2007 | Spacewatch           |
| 309328 - | 2007 SB9                 | 18 settembre 2007 | Spacewatch           |
| 309329 - | 2007 SS10                | 20 settembre 2007 | CSS                  |
| 309330 - | 2007 ST11                | 23 settembre 2007 | Farra d'Isonzo       |
| 309331 - | 2007 SZ16                | 30 settembre 2007 | Spacewatch           |
| 309332 - | 2007 SQ18                | 19 settembre 2007 | Spacewatch           |
| 309333 - | 2007 SH23                | 25 settembre 2007 | Mt. Lemmon Survey    |
| 309334 - | 2007 TJ2                 | 4 ottobre 2007    | Spacewatch           |
| 309335 - | 2007 TJ5                 | 5 ottobre 2007    | Lacruz, J.           |
| 309336 - | 2007 TO5                 | 6 ottobre 2007    | LINEAR               |
| 309337 - | 2007 TR5                 | 6 ottobre 2007    | LINEAR               |
| 309338 - | 2007 TT5                 | 6 ottobre 2007    | LINEAR               |
| 309339 - | 2007 TA6                 | 6 ottobre 2007    | LINEAR               |
| 309340 - | 2007 TR10                | 6 ottobre 2007    | LINEAR               |
| 309341 - | 2007 TS10                | 6 ottobre 2007    | LINEAR               |
| 309342 - | 2007 TM21                | 9 ottobre 2007    | Chante-Perdrix       |
| 309343 - | 2007 TO25                | 4 ottobre 2007    | Spacewatch           |
| 309344 - | 2007 TZ26                | 4 ottobre 2007    | Spacewatch           |
| 309345 - | 2007 TP31                | 5 ottobre 2007    | Spacewatch           |
| 309346 - | 2007 TR44                | 7 ottobre 2007    | Mt. Lemmon Survey    |
| 309347 - | 2007 TU44                | 7 ottobre 2007    | CSS                  |
| 309348 - | 2007 TH49                | 29 settembre 2003 | Spacewatch           |
| 309349 - | 2007 TP51                | 4 ottobre 2007    | Spacewatch           |
| 309350 - | 2007 TA52                | 4 ottobre 2007    | Spacewatch           |
| 309351 - | 2007 TH53                | 4 ottobre 2007    | Spacewatch           |
| 309352 - | 2007 TN53                | 4 ottobre 2007    | Spacewatch           |
| 309353 - | 2007 TH56                | 4 ottobre 2007    | Spacewatch           |
| 309354 - | 2007 TD60                | 5 ottobre 2007    | Spacewatch           |
| 309355 - | 2007 TZ66                | 12 ottobre 2007   | Chante-Perdrix       |
| 309356 - | 2007 TO67                | 7 ottobre 2007    | CSS                  |
| 309357 - | 2007 TJ69                | 14 ottobre 2007   | Ries, W.             |
| 309358 - | 2007 TZ69                | 10 ottobre 2007   | Tucker, R. A.        |
| 309359 - | 2007 TG72                | 14 ottobre 2007   | Klet                 |
| 309360 - | 2007 TL74                | 13 ottobre 2007   | Tucker, R. A.        |
| 309361 - | 2007 TR75                | 4 ottobre 2007    | CSS                  |
| 309362 - | 2007 TL89                | 8 ottobre 2007    | Mt. Lemmon Survey    |
| 309363 - | 2007 TQ89                | 8 ottobre 2007    | Mt. Lemmon Survey    |
| 309364 - | 2007 TC95                | 7 ottobre 2007    | CSS                  |
| 309365 - | 2007 TO97                | 8 ottobre 2007    | LONEOS               |
| 309366 - | 2007 TF98                | 8 ottobre 2007    | Mt. Lemmon Survey    |
| 309367 - | 2007 TX102               | 8 ottobre 2007    | Mt. Lemmon Survey    |
| 309368 - | 2007 TG104               | 8 ottobre 2007    | Mt. Lemmon Survey    |
| 309369 - | 2007 TK104               | 8 ottobre 2007    | Mt. Lemmon Survey    |
| 309370 - | 2007 TN108               | 7 ottobre 2007    | CSS                  |
| 309371 - | 2007 TZ112               | 8 ottobre 2007    | CSS                  |
| 309372 - | 2007 TK113               | 8 ottobre 2007    | LONEOS               |
| 309373 - | 2007 TW113               | 8 ottobre 2007    | LONEOS               |
| 309374 - | 2007 TL114               | 8 ottobre 2007    | CSS                  |
| 309375 - | 2007 TO114               | 8 ottobre 2007    | CSS                  |
| 309376 - | 2007 TK126               | 6 ottobre 2007    | Spacewatch           |
| 309377 - | 2007 TT126               | 6 ottobre 2007    | Spacewatch           |
| 309378 - | 2007 TG131               | 7 ottobre 2007    | Mt. Lemmon Survey    |
| 309379 - | 2007 TK131               | 7 ottobre 2007    | Mt. Lemmon Survey    |
| 309380 - | 2007 TG132               | 7 ottobre 2007    | Mt. Lemmon Survey    |
| 309381 - | 2007 TJ134               | 7 ottobre 2007    | Mt. Lemmon Survey    |
| 309382 - | 2007 TE138               | 8 ottobre 2007    | Mt. Lemmon Survey    |
| 309383 - | 2007 TD147               | 7 ottobre 2007    | LINEAR               |
| 309384 - | 2007 TF148               | 7 ottobre 2007    | LINEAR               |
| 309385 - | 2007 TU148               | 8 ottobre 2007    | LINEAR               |
| 309386 - | 2007 TC150               | 9 ottobre 2007    | LINEAR               |
| 309387 - | 2007 TH150               | 9 ottobre 2007    | LINEAR               |
| 309388 - | 2007 TK152               | 9 ottobre 2007    | LINEAR               |
| 309389 - | 2007 TE170               | 12 ottobre 2007   | LINEAR               |
| 309390 - | 2007 TL170               | 12 ottobre 2007   | LINEAR               |
| 309391 - | 2007 TO185               | 13 ottobre 2007   | LINEAR               |
| 309392 - | 2007 TB186               | 13 ottobre 2007   | LINEAR               |
| 309393 - | 2007 TG186               | 13 ottobre 2007   | LINEAR               |
| 309394 - | 2007 TB194               | 7 ottobre 2007    | CSS                  |
| 309395 - | 2007 TK201               | 8 ottobre 2007    | Spacewatch           |
| 309396 - | 2007 TR202               | 8 ottobre 2007    | Mt. Lemmon Survey    |
| 309397 - | 2007 TA218               | 7 ottobre 2007    | Spacewatch           |
| 309398 - | 2007 TK218               | 7 ottobre 2007    | Spacewatch           |
| 309399 - | 2007 TZ221               | 9 ottobre 2007    | Spacewatch           |
| 309400 - | 2007 TR230               | 8 ottobre 2007    | Spacewatch           |

## 309401-309500
| Nome     | Designazione provvisoria | Data di scoperta | Scopritore             |
| -------- | ------------------------ | ---------------- | ---------------------- |
| 309401 - | 2007 TW237               | 10 ottobre 2007  | Spacewatch             |
| 309402 - | 2007 TG240               | 14 ottobre 2007  | LINEAR                 |
| 309403 - | 2007 TF253               | 8 ottobre 2007   | Mt. Lemmon Survey      |
| 309404 - | 2007 TG258               | 10 ottobre 2007  | Mt. Lemmon Survey      |
| 309405 - | 2007 TG262               | 10 ottobre 2007  | Spacewatch             |
| 309406 - | 2007 TG275               | 11 ottobre 2007  | CSS                    |
| 309407 - | 2007 TC280               | 10 ottobre 2007  | Mt. Lemmon Survey      |
| 309408 - | 2007 TN280               | 7 ottobre 2007   | CSS                    |
| 309409 - | 2007 TG289               | 11 ottobre 2007  | CSS                    |
| 309410 - | 2007 TH292               | 13 ottobre 2007  | CSS                    |
| 309411 - | 2007 TB303               | 12 ottobre 2007  | Spacewatch             |
| 309412 - | 2007 TV317               | 12 ottobre 2007  | Spacewatch             |
| 309413 - | 2007 TN322               | 11 ottobre 2007  | Spacewatch             |
| 309414 - | 2007 TQ332               | 11 ottobre 2007  | Spacewatch             |
| 309415 - | 2007 TE338               | 13 ottobre 2007  | CSS                    |
| 309416 - | 2007 TX356               | 12 ottobre 2007  | Spacewatch             |
| 309417 - | 2007 TD359               | 14 ottobre 2007  | Mt. Lemmon Survey      |
| 309418 - | 2007 TC364               | 14 ottobre 2007  | Mt. Lemmon Survey      |
| 309419 - | 2007 TM365               | 9 ottobre 2007   | Mt. Lemmon Survey      |
| 309420 - | 2007 TD366               | 9 ottobre 2007   | CSS                    |
| 309421 - | 2007 TJ367               | 10 ottobre 2007  | CSS                    |
| 309422 - | 2007 TQ382               | 14 ottobre 2007  | Spacewatch             |
| 309423 - | 2007 TS382               | 14 ottobre 2007  | Spacewatch             |
| 309424 - | 2007 TW385               | 15 ottobre 2007  | CSS                    |
| 309425 - | 2007 TH394               | 15 ottobre 2007  | Spacewatch             |
| 309426 - | 2007 TX412               | 25 maggio 2006   | Wiegert, P. A.         |
| 309427 - | 2007 TL419               | 13 ottobre 2007  | Mt. Lemmon Survey      |
| 309428 - | 2007 TQ422               | 9 ottobre 2007   | Mt. Lemmon Survey      |
| 309429 - | 2007 TJ426               | 9 ottobre 2007   | CSS                    |
| 309430 - | 2007 TA446               | 8 ottobre 2007   | Mt. Lemmon Survey      |
| 309431 - | 2007 TP446               | 9 ottobre 2007   | Spacewatch             |
| 309432 - | 2007 TR448               | 9 ottobre 2007   | LINEAR                 |
| 309433 - | 2007 UU5                 | 19 ottobre 2007  | Yeung, W. K. Y.        |
| 309434 - | 2007 UP14                | 17 ottobre 2007  | LONEOS                 |
| 309435 - | 2007 UC20                | 18 ottobre 2007  | Mt. Lemmon Survey      |
| 309436 - | 2007 UV20                | 19 ottobre 2007  | Mt. Lemmon Survey      |
| 309437 - | 2007 UR24                | 16 ottobre 2007  | Spacewatch             |
| 309438 - | 2007 UK25                | 16 ottobre 2007  | Spacewatch             |
| 309439 - | 2007 UA31                | 19 ottobre 2007  | CSS                    |
| 309440 - | 2007 UR38                | 20 ottobre 2007  | CSS                    |
| 309441 - | 2007 US48                | 20 ottobre 2007  | Mt. Lemmon Survey      |
| 309442 - | 2007 UT52                | 24 ottobre 2007  | Mt. Lemmon Survey      |
| 309443 - | 2007 UT54                | 30 ottobre 2007  | Spacewatch             |
| 309444 - | 2007 UK57                | 30 ottobre 2007  | Mt. Lemmon Survey      |
| 309445 - | 2007 UF60                | 30 ottobre 2007  | Mt. Lemmon Survey      |
| 309446 - | 2007 UK71                | 30 ottobre 2007  | Mt. Lemmon Survey      |
| 309447 - | 2007 UU75                | 31 ottobre 2007  | Mt. Lemmon Survey      |
| 309448 - | 2007 UA90                | 30 ottobre 2007  | Mt. Lemmon Survey      |
| 309449 - | 2007 UC97                | 30 ottobre 2007  | Spacewatch             |
| 309450 - | 2007 UC99                | 30 ottobre 2007  | Spacewatch             |
| 309451 - | 2007 UX99                | 30 ottobre 2007  | Spacewatch             |
| 309452 - | 2007 UM104               | 30 ottobre 2007  | Spacewatch             |
| 309453 - | 2007 UX104               | 30 ottobre 2007  | Spacewatch             |
| 309454 - | 2007 UM115               | 31 ottobre 2007  | Spacewatch             |
| 309455 - | 2007 UE132               | 19 ottobre 2007  | LONEOS                 |
| 309456 - | 2007 UC133               | 21 ottobre 2007  | Mt. Lemmon Survey      |
| 309457 - | 2007 UD137               | 16 ottobre 2007  | Mt. Lemmon Survey      |
| 309458 - | 2007 UF137               | 18 ottobre 2007  | LINEAR                 |
| 309459 - | 2007 UG142               | 21 ottobre 2007  | Mt. Lemmon Survey      |
| 309460 - | 2007 VC                  | 1º novembre 2007 | Yeung, W. K. Y.        |
| 309461 - | 2007 VA7                 | 1º novembre 2007 | Spacewatch             |
| 309462 - | 2007 VZ7                 | 4 novembre 2007  | Mt. Lemmon Survey      |
| 309463 - | 2007 VK10                | 3 novembre 2007  | Needville              |
| 309464 - | 2007 VY18                | 1º novembre 2007 | Mt. Lemmon Survey      |
| 309465 - | 2007 VC28                | 2 novembre 2007  | Spacewatch             |
| 309466 - | 2007 VO42                | 3 novembre 2007  | Mt. Lemmon Survey      |
| 309467 - | 2007 VA53                | 1º novembre 2007 | Spacewatch             |
| 309468 - | 2007 VB65                | 1º novembre 2007 | Spacewatch             |
| 309469 - | 2007 VJ65                | 1º novembre 2007 | Spacewatch             |
| 309470 - | 2007 VY73                | 3 novembre 2007  | Spacewatch             |
| 309471 - | 2007 VL76                | 3 novembre 2007  | Spacewatch             |
| 309472 - | 2007 VE91                | 7 novembre 2007  | Molnar, L. A.          |
| 309473 - | 2007 VD96                | 9 novembre 2007  | Molnar, L. A.          |
| 309474 - | 2007 VO102               | 2 novembre 2007  | PMO NEO Survey Program |
| 309475 - | 2007 VQ105               | 3 novembre 2007  | Spacewatch             |
| 309476 - | 2007 VU109               | 3 novembre 2007  | Spacewatch             |
| 309477 - | 2007 VU112               | 3 novembre 2007  | Spacewatch             |
| 309478 - | 2007 VD113               | 3 novembre 2007  | Spacewatch             |
| 309479 - | 2007 VR116               | 3 novembre 2007  | Spacewatch             |
| 309480 - | 2007 VP118               | 4 novembre 2007  | Mt. Lemmon Survey      |
| 309481 - | 2007 VC144               | 4 novembre 2007  | Spacewatch             |
| 309482 - | 2007 VE148               | 4 novembre 2007  | Spacewatch             |
| 309483 - | 2007 VK152               | 2 novembre 2007  | Spacewatch             |
| 309484 - | 2007 VF164               | 5 novembre 2007  | Spacewatch             |
| 309485 - | 2007 VG198               | 8 novembre 2007  | Mt. Lemmon Survey      |
| 309486 - | 2007 VP202               | 7 novembre 2007  | Mt. Lemmon Survey      |
| 309487 - | 2007 VP207               | 11 novembre 2007 | Mt. Lemmon Survey      |
| 309488 - | 2007 VP208               | 11 novembre 2007 | CSS                    |
| 309489 - | 2007 VL237               | 11 novembre 2007 | Mt. Lemmon Survey      |
| 309490 - | 2007 VE239               | 13 novembre 2007 | Spacewatch             |
| 309491 - | 2007 VR250               | 8 novembre 2007  | CSS                    |
| 309492 - | 2007 VS266               | 15 novembre 2007 | LONEOS                 |
| 309493 - | 2007 VT269               | 15 novembre 2007 | LINEAR                 |
| 309494 - | 2007 VR274               | 13 novembre 2007 | CSS                    |
| 309495 - | 2007 VR290               | 14 novembre 2007 | Spacewatch             |
| 309496 - | 2007 VU294               | 14 novembre 2007 | Mt. Lemmon Survey      |
| 309497 - | 2007 VV299               | 12 novembre 2007 | CSS                    |
| 309498 - | 2007 VC306               | 8 novembre 2007  | Mt. Lemmon Survey      |
| 309499 - | 2007 VG307               | 2 novembre 2007  | Spacewatch             |
| 309500 - | 2007 VP308               | 6 novembre 2007  | Mt. Lemmon Survey      |

## 309501-309600
| Nome     | Designazione provvisoria | Data di scoperta  | Scopritore        |
| -------- | ------------------------ | ----------------- | ----------------- |
| 309501 - | 2007 VN310               | 8 novembre 2007   | Spacewatch        |
| 309502 - | 2007 VG312               | 11 novembre 2007  | Mt. Lemmon Survey |
| 309503 - | 2007 VP319               | 8 novembre 2007   | Spacewatch        |
| 309504 - | 2007 VD323               | 2 novembre 2007   | CSS               |
| 309505 - | 2007 VU328               | 9 novembre 2007   | Spacewatch        |
| 309506 - | 2007 VK330               | 3 novembre 2007   | Mt. Lemmon Survey |
| 309507 - | 2007 VG331               | 5 novembre 2007   | Spacewatch        |
| 309508 - | 2007 VR334               | 14 novembre 2007  | Spacewatch        |
| 309509 - | 2007 WM7                 | 18 novembre 2007  | LINEAR            |
| 309510 - | 2007 WU18                | 18 novembre 2007  | Mt. Lemmon Survey |
| 309511 - | 2007 WK20                | 18 novembre 2007  | Mt. Lemmon Survey |
| 309512 - | 2007 WR20                | 18 novembre 2007  | Mt. Lemmon Survey |
| 309513 - | 2007 WU27                | 18 novembre 2007  | Mt. Lemmon Survey |
| 309514 - | 2007 WD59                | 18 novembre 2007  | Spacewatch        |
| 309515 - | 2007 XR1                 | 3 dicembre 2007   | CSS               |
| 309516 - | 2007 XZ2                 | 3 dicembre 2007   | Spacewatch        |
| 309517 - | 2007 XA3                 | 2 dicembre 2007   | LUSS              |
| 309518 - | 2007 XK4                 | 3 dicembre 2007   | CSS               |
| 309519 - | 2007 XZ5                 | 4 dicembre 2007   | CSS               |
| 309520 - | 2007 XN8                 | 22 agosto 2006    | NEAT              |
| 309521 - | 2007 XE17                | 8 marzo 2005      | Mt. Lemmon Survey |
| 309522 - | 2007 XX17                | 11 dicembre 2007  | OAM               |
| 309523 - | 2007 XB21                | 13 dicembre 2007  | Chante-Perdrix    |
| 309524 - | 2007 XG24                | 15 dicembre 2007  | Young, J. W.      |
| 309525 - | 2007 XA26                | 15 dicembre 2007  | CSS               |
| 309526 - | 2007 XJ28                | 2 aprile 2005     | Mt. Lemmon Survey |
| 309527 - | 2007 XJ32                | 15 dicembre 2007  | CSS               |
| 309528 - | 2007 XA40                | 13 dicembre 2007  | LINEAR            |
| 309529 - | 2007 XR40                | 13 dicembre 2007  | LINEAR            |
| 309530 - | 2007 XN41                | 15 dicembre 2007  | LINEAR            |
| 309531 - | 2007 XO41                | 15 dicembre 2007  | LINEAR            |
| 309532 - | 2007 XO46                | 15 dicembre 2007  | CSS               |
| 309533 - | 2007 YC8                 | 16 dicembre 2007  | Spacewatch        |
| 309534 - | 2007 YK8                 | 16 dicembre 2007  | Mt. Lemmon Survey |
| 309535 - | 2007 YW12                | 17 dicembre 2007  | Mt. Lemmon Survey |
| 309536 - | 2007 YJ16                | 16 dicembre 2007  | Spacewatch        |
| 309537 - | 2007 YT20                | 16 dicembre 2007  | Spacewatch        |
| 309538 - | 2007 YU20                | 18 settembre 2006 | CSS               |
| 309539 - | 2007 YJ23                | 17 dicembre 2007  | Spacewatch        |
| 309540 - | 2007 YK23                | 17 dicembre 2007  | Spacewatch        |
| 309541 - | 2007 YA28                | 18 dicembre 2007  | Spacewatch        |
| 309542 - | 2007 YL31                | 28 dicembre 2007  | Spacewatch        |
| 309543 - | 2007 YG34                | 28 dicembre 2007  | Spacewatch        |
| 309544 - | 2007 YE36                | 30 dicembre 2007  | Mt. Lemmon Survey |
| 309545 - | 2007 YV36                | 17 dicembre 2007  | Spacewatch        |
| 309546 - | 2007 YR37                | 30 dicembre 2007  | Mt. Lemmon Survey |
| 309547 - | 2007 YL41                | 30 dicembre 2007  | Spacewatch        |
| 309548 - | 2007 YZ42                | 30 dicembre 2007  | CSS               |
| 309549 - | 2007 YS46                | 30 dicembre 2007  | Mt. Lemmon Survey |
| 309550 - | 2007 YB47                | 30 dicembre 2007  | Mt. Lemmon Survey |
| 309551 - | 2007 YR48                | 28 dicembre 2007  | Spacewatch        |
| 309552 - | 2007 YA55                | 31 dicembre 2007  | Spacewatch        |
| 309553 - | 2007 YH55                | 31 dicembre 2007  | Mt. Lemmon Survey |
| 309554 - | 2007 YP55                | 31 dicembre 2007  | Mt. Lemmon Survey |
| 309555 - | 2007 YM58                | 30 dicembre 2007  | Spacewatch        |
| 309556 - | 2007 YZ59                | 29 dicembre 2007  | Lowe, A.          |
| 309557 - | 2007 YB61                | 31 dicembre 2007  | CSS               |
| 309558 - | 2007 YN71                | 17 dicembre 2007  | Spacewatch        |
| 309559 - | 2007 YM74                | 17 dicembre 2007  | Mt. Lemmon Survey |
| 309560 - | 2008 AQ                  | 1º gennaio 2008   | Spacewatch        |
| 309561 - | 2008 AW1                 | 8 gennaio 2008    | Kugel, F.         |
| 309562 - | 2008 AM4                 | 9 gennaio 2008    | LUSS              |
| 309563 - | 2008 AX11                | 10 gennaio 2008   | Mt. Lemmon Survey |
| 309564 - | 2008 AL16                | 10 gennaio 2008   | Mt. Lemmon Survey |
| 309565 - | 2008 AZ25                | 10 gennaio 2008   | Mt. Lemmon Survey |
| 309566 - | 2008 AV32                | 14 gennaio 2008   | OAM               |
| 309567 - | 2008 AH36                | 10 gennaio 2008   | Spacewatch        |
| 309568 - | 2008 AX39                | 10 gennaio 2008   | Mt. Lemmon Survey |
| 309569 - | 2008 AG41                | 10 gennaio 2008   | Mt. Lemmon Survey |
| 309570 - | 2008 AE44                | 10 gennaio 2008   | Mt. Lemmon Survey |
| 309571 - | 2008 AU53                | 11 gennaio 2008   | Spacewatch        |
| 309572 - | 2008 AC57                | 11 gennaio 2008   | Spacewatch        |
| 309573 - | 2008 AM58                | 11 gennaio 2008   | Spacewatch        |
| 309574 - | 2008 AO61                | 11 gennaio 2008   | Spacewatch        |
| 309575 - | 2008 AY68                | 11 gennaio 2008   | Spacewatch        |
| 309576 - | 2008 AC78                | 12 gennaio 2008   | Spacewatch        |
| 309577 - | 2008 AV81                | 13 gennaio 2008   | Mt. Lemmon Survey |
| 309578 - | 2008 AQ83                | 15 gennaio 2008   | Mt. Lemmon Survey |
| 309579 - | 2008 AC88                | 13 gennaio 2008   | Spacewatch        |
| 309580 - | 2008 AS93                | 14 gennaio 2008   | Spacewatch        |
| 309581 - | 2008 AG95                | 30 dicembre 2007  | Spacewatch        |
| 309582 - | 2008 AZ98                | 19 aprile 2004    | Spacewatch        |
| 309583 - | 2008 AM101               | 15 gennaio 2008   | LONEOS            |
| 309584 - | 2008 AR103               | 15 gennaio 2008   | Mt. Lemmon Survey |
| 309585 - | 2008 AQ105               | 15 gennaio 2008   | Mt. Lemmon Survey |
| 309586 - | 2008 AW110               | 15 gennaio 2008   | Spacewatch        |
| 309587 - | 2008 AJ112               | 14 gennaio 2008   | BATTeRS           |
| 309588 - | 2008 AR114               | 11 gennaio 2008   | Spacewatch        |
| 309589 - | 2008 AH118               | 14 gennaio 2008   | Spacewatch        |
| 309590 - | 2008 AT129               | 10 gennaio 2008   | Spacewatch        |
| 309591 - | 2008 AO135               | 11 gennaio 2008   | CSS               |
| 309592 - | 2008 AX135               | 11 gennaio 2008   | CSS               |
| 309593 - | 2008 AF136               | 12 gennaio 2008   | CSS               |
| 309594 - | 2008 AE137               | 15 gennaio 2008   | Mt. Lemmon Survey |
| 309595 - | 2008 BY4                 | 16 gennaio 2008   | Spacewatch        |
| 309596 - | 2008 BD6                 | 16 gennaio 2008   | Spacewatch        |
| 309597 - | 2008 BK11                | 18 gennaio 2008   | Spacewatch        |
| 309598 - | 2008 BM17                | 30 gennaio 2008   | CSS               |
| 309599 - | 2008 BH19                | 30 gennaio 2008   | Spacewatch        |
| 309600 - | 2008 BD20                | 30 gennaio 2008   | CSS               |

## 309601-309700
| Nome     | Designazione provvisoria | Data di scoperta | Scopritore             |
| -------- | ------------------------ | ---------------- | ---------------------- |
| 309601 - | 2008 BN24                | 31 gennaio 2008  | CSS                    |
| 309602 - | 2008 BR25                | 30 gennaio 2008  | CSS                    |
| 309603 - | 2008 BK26                | 30 gennaio 2008  | Spacewatch             |
| 309604 - | 2008 BQ28                | 30 gennaio 2008  | Mt. Lemmon Survey      |
| 309605 - | 2008 BY29                | 30 gennaio 2008  | CSS                    |
| 309606 - | 2008 BJ32                | 30 gennaio 2008  | Mt. Lemmon Survey      |
| 309607 - | 2008 BV34                | 30 gennaio 2008  | Mt. Lemmon Survey      |
| 309608 - | 2008 BG37                | 31 gennaio 2008  | Mt. Lemmon Survey      |
| 309609 - | 2008 BZ39                | 30 gennaio 2008  | CSS                    |
| 309610 - | 2008 BH42                | 31 gennaio 2008  | CSS                    |
| 309611 - | 2008 BK44                | 10 marzo 2003    | NEAT                   |
| 309612 - | 2008 BV45                | 31 gennaio 2008  | CSS                    |
| 309613 - | 2008 BT46                | 30 gennaio 2008  | Mt. Lemmon Survey      |
| 309614 - | 2008 CV6                 | 1º febbraio 2008 | Mt. Lemmon Survey      |
| 309615 - | 2008 CV9                 | 2 febbraio 2008  | Mt. Lemmon Survey      |
| 309616 - | 2008 CE23                | 1º febbraio 2008 | Spacewatch             |
| 309617 - | 2008 CH23                | 1º febbraio 2008 | Spacewatch             |
| 309618 - | 2008 CK25                | 1º febbraio 2008 | Spacewatch             |
| 309619 - | 2008 CM25                | 1º febbraio 2008 | CSS                    |
| 309620 - | 2008 CQ50                | 6 febbraio 2008  | CSS                    |
| 309621 - | 2008 CJ56                | 7 febbraio 2008  | Mt. Lemmon Survey      |
| 309622 - | 2008 CJ68                | 5 febbraio 2008  | OAM                    |
| 309623 - | 2008 CM71                | 6 febbraio 2008  | CSS                    |
| 309624 - | 2008 CN79                | 7 febbraio 2008  | Spacewatch             |
| 309625 - | 2008 CA85                | 7 febbraio 2008  | Spacewatch             |
| 309626 - | 2008 CV88                | 7 febbraio 2008  | Mt. Lemmon Survey      |
| 309627 - | 2008 CD98                | 9 febbraio 2008  | Spacewatch             |
| 309628 - | 2008 CB99                | 9 febbraio 2008  | Spacewatch             |
| 309629 - | 2008 CN100               | 9 febbraio 2008  | Spacewatch             |
| 309630 - | 2008 CP121               | 7 febbraio 2008  | Spacewatch             |
| 309631 - | 2008 CO128               | 8 febbraio 2008  | Spacewatch             |
| 309632 - | 2008 CO134               | 8 febbraio 2008  | Mt. Lemmon Survey      |
| 309633 - | 2008 CH152               | 9 febbraio 2008  | Spacewatch             |
| 309634 - | 2008 CY156               | 9 febbraio 2008  | Spacewatch             |
| 309635 - | 2008 CD165               | 10 febbraio 2008 | Mt. Lemmon Survey      |
| 309636 - | 2008 CO165               | 10 febbraio 2008 | Spacewatch             |
| 309637 - | 2008 CD177               | 11 febbraio 2008 | LINEAR                 |
| 309638 - | 2008 CL178               | 6 febbraio 2008  | CSS                    |
| 309639 - | 2008 CE180               | 9 febbraio 2008  | CSS                    |
| 309640 - | 2008 CL182               | 11 febbraio 2008 | Mt. Lemmon Survey      |
| 309641 - | 2008 CC192               | 2 febbraio 2008  | Spacewatch             |
| 309642 - | 2008 CR195               | 2 febbraio 2008  | Spacewatch             |
| 309643 - | 2008 CS195               | 2 febbraio 2008  | Spacewatch             |
| 309644 - | 2008 CN199               | 13 febbraio 2008 | Mt. Lemmon Survey      |
| 309645 - | 2008 CA202               | 1º febbraio 2008 | Spacewatch             |
| 309646 - | 2008 CA212               | 7 febbraio 2008  | LINEAR                 |
| 309647 - | 2008 CZ213               | 10 febbraio 2008 | Mt. Lemmon Survey      |
| 309648 - | 2008 DR7                 | 24 febbraio 2008 | Mt. Lemmon Survey      |
| 309649 - | 2008 DJ9                 | 25 febbraio 2008 | Spacewatch             |
| 309650 - | 2008 DF20                | 28 febbraio 2008 | Mt. Lemmon Survey      |
| 309651 - | 2008 DC21                | 28 febbraio 2008 | Spacewatch             |
| 309652 - | 2008 DP23                | 24 febbraio 2008 | Spacewatch             |
| 309653 - | 2008 DS29                | 26 febbraio 2008 | Mt. Lemmon Survey      |
| 309654 - | 2008 DP55                | 26 febbraio 2008 | Mt. Lemmon Survey      |
| 309655 - | 2008 DT58                | 27 febbraio 2008 | Spacewatch             |
| 309656 - | 2008 DH61                | 28 febbraio 2008 | Mt. Lemmon Survey      |
| 309657 - | 2008 DO66                | 29 febbraio 2008 | Spacewatch             |
| 309658 - | 2008 DM67                | 29 febbraio 2008 | Spacewatch             |
| 309659 - | 2008 DV80                | 24 febbraio 2008 | Spacewatch             |
| 309660 - | 2008 DL85                | 28 febbraio 2008 | Spacewatch             |
| 309661 - | 2008 DR85                | 28 febbraio 2008 | Spacewatch             |
| 309662 - | 2008 EE                  | 1º marzo 2008    | LINEAR                 |
| 309663 - | 2008 EO14                | 1º marzo 2008    | Spacewatch             |
| 309664 - | 2008 EE23                | 3 marzo 2008     | CSS                    |
| 309665 - | 2008 EP23                | 3 marzo 2008     | CSS                    |
| 309666 - | 2008 EK38                | 4 marzo 2008     | Spacewatch             |
| 309667 - | 2008 EA39                | 4 marzo 2008     | Spacewatch             |
| 309668 - | 2008 ET40                | 4 marzo 2008     | Spacewatch             |
| 309669 - | 2008 EE41                | 4 marzo 2008     | Spacewatch             |
| 309670 - | 2008 EP41                | 4 marzo 2008     | Mt. Lemmon Survey      |
| 309671 - | 2008 EN49                | 6 marzo 2008     | Spacewatch             |
| 309672 - | 2008 EA53                | 6 marzo 2008     | Mt. Lemmon Survey      |
| 309673 - | 2008 EE86                | 7 marzo 2008     | CSS                    |
| 309674 - | 2008 EN88                | 11 marzo 2008    | CSS                    |
| 309675 - | 2008 EV90                | 3 marzo 2008     | PMO NEO Survey Program |
| 309676 - | 2008 ET95                | 6 marzo 2008     | Mt. Lemmon Survey      |
| 309677 - | 2008 EO99                | 5 marzo 2008     | CSS                    |
| 309678 - | 2008 ER103               | 5 marzo 2008     | Mt. Lemmon Survey      |
| 309679 - | 2008 EG108               | 7 marzo 2008     | Mt. Lemmon Survey      |
| 309680 - | 2008 EU108               | 7 marzo 2008     | Mt. Lemmon Survey      |
| 309681 - | 2008 ES111               | 8 marzo 2008     | Spacewatch             |
| 309682 - | 2008 ES137               | 11 marzo 2008    | Spacewatch             |
| 309683 - | 2008 ET147               | 1º marzo 2008    | Spacewatch             |
| 309684 - | 2008 ET148               | 2 marzo 2008     | Spacewatch             |
| 309685 - | 2008 EK153               | 11 marzo 2008    | Mt. Lemmon Survey      |
| 309686 - | 2008 EF167               | 8 marzo 2008     | Mt. Lemmon Survey      |
| 309687 - | 2008 EZ168               | 13 marzo 2008    | LINEAR                 |
| 309688 - | 2008 FD3                 | 25 marzo 2008    | Spacewatch             |
| 309689 - | 2008 FB4                 | 25 marzo 2008    | Spacewatch             |
| 309690 - | 2008 FT13                | 26 marzo 2008    | Mt. Lemmon Survey      |
| 309691 - | 2008 FO15                | 26 marzo 2008    | Spacewatch             |
| 309692 - | 2008 FE19                | 27 marzo 2008    | Mt. Lemmon Survey      |
| 309693 - | 2008 FU35                | 28 marzo 2008    | Mt. Lemmon Survey      |
| 309694 - | 2008 FJ45                | 28 marzo 2008    | Mt. Lemmon Survey      |
| 309695 - | 2008 FZ51                | 28 marzo 2008    | Mt. Lemmon Survey      |
| 309696 - | 2008 FA65                | 28 marzo 2008    | Spacewatch             |
| 309697 - | 2008 FM79                | 27 marzo 2008    | Mt. Lemmon Survey      |
| 309698 - | 2008 FS87                | 28 marzo 2008    | Mt. Lemmon Survey      |
| 309699 - | 2008 FG91                | 29 marzo 2008    | Mt. Lemmon Survey      |
| 309700 - | 2008 FP98                | 30 marzo 2008    | CSS                    |

## 309701-309800
| Nome              | Designazione provvisoria | Data di scoperta  | Scopritore                        |
| ----------------- | ------------------------ | ----------------- | --------------------------------- |
| 309701 -          | 2008 FX99                | 30 marzo 2008     | Spacewatch                        |
| 309702 -          | 2008 FN115               | 31 marzo 2008     | Mt. Lemmon Survey                 |
| 309703 -          | 2008 FM118               | 31 marzo 2008     | Mt. Lemmon Survey                 |
| 309704 Baruffetti | 2008 FD131               | 29 marzo 2008     | San Marcello                      |
| 309705 -          | 2008 FR137               | 31 marzo 2008     | Mt. Lemmon Survey                 |
| 309706 Ávila      | 2008 GP                  | 3 aprile 2008     | La Canada                         |
| 309707 -          | 2008 GC1                 | 1º aprile 2008    | Mt. Lemmon Survey                 |
| 309708 -          | 2008 GP2                 | 5 aprile 2008     | Mt. Lemmon Survey                 |
| 309709 -          | 2008 GE3                 | 7 aprile 2008     | Birtwhistle, P.                   |
| 309710 -          | 2008 GQ12                | 3 aprile 2008     | Mt. Lemmon Survey                 |
| 309711 -          | 2008 GV29                | 3 aprile 2008     | Mt. Lemmon Survey                 |
| 309712 -          | 2008 GL61                | 5 aprile 2008     | Mt. Lemmon Survey                 |
| 309713 -          | 2008 GY64                | 6 aprile 2008     | Spacewatch                        |
| 309714 -          | 2008 GF111               | 13 aprile 2008    | Kugel, F.                         |
| 309715 -          | 2008 GL114               | 9 aprile 2008     | Mt. Lemmon Survey                 |
| 309716 -          | 2008 GO114               | 11 aprile 2008    | Spacewatch                        |
| 309717 -          | 2008 GS115               | 11 aprile 2008    | CSS                               |
| 309718 -          | 2008 GM122               | 13 aprile 2008    | Spacewatch                        |
| 309719 -          | 2008 GQ129               | 3 aprile 2008     | Spacewatch                        |
| 309720 -          | 2008 GP136               | 3 aprile 2008     | Spacewatch                        |
| 309721 -          | 2008 GU140               | 11 aprile 2008    | Mt. Lemmon Survey                 |
| 309722 -          | 2008 GT145               | 11 aprile 2008    | LINEAR                            |
| 309723 -          | 2008 HJ6                 | 24 aprile 2008    | Spacewatch                        |
| 309724 -          | 2008 HC18                | 26 aprile 2008    | Spacewatch                        |
| 309725 -          | 2008 HL67                | 29 aprile 2008    | Mt. Lemmon Survey                 |
| 309726 -          | 2008 HZ68                | 30 aprile 2008    | Mt. Lemmon Survey                 |
| 309727 -          | 2008 HW69                | 30 aprile 2008    | Mt. Lemmon Survey                 |
| 309728 -          | 2008 JF                  | 1º maggio 2008    | CSS                               |
| 309729 -          | 2008 JU23                | 7 maggio 2008     | Spacewatch                        |
| 309730 -          | 2008 KJ39                | 30 maggio 2008    | Spacewatch                        |
| 309731 -          | 2008 LX15                | 10 giugno 2008    | Spacewatch                        |
| 309732 -          | 2008 QD35                | 30 agosto 2008    | Astronomical Research Observatory |
| 309733 -          | 2008 RK4                 | 2 settembre 2008  | Spacewatch                        |
| 309734 -          | 2008 RW27                | 1º settembre 2008 | Siding Spring Survey              |
| 309735 -          | 2008 RK50                | 3 settembre 2008  | Spacewatch                        |
| 309736 -          | 2008 SV200               | 26 settembre 2008 | Spacewatch                        |
| 309737 -          | 2008 SJ236               | 29 settembre 2008 | Spacewatch                        |
| 309738 -          | 2008 TW22                | 1º ottobre 2008   | CSS                               |
| 309739 -          | 2008 TB158               | 5 ottobre 2008    | OAM                               |
| 309740 -          | 2008 UK2                 | 22 ottobre 2008   | Spacewatch                        |
| 309741 -          | 2008 UZ6                 | 22 ottobre 2008   | Spacewatch                        |
| 309742 -          | 2008 UC121               | 22 ottobre 2008   | Spacewatch                        |
| 309743 -          | 2008 UA172               | 24 ottobre 2008   | Spacewatch                        |
| 309744 -          | 2008 UL199               | 31 ottobre 2008   | Mt. Lemmon Survey                 |
| 309745 -          | 2008 UE268               | 28 ottobre 2008   | Spacewatch                        |
| 309746 -          | 2008 UC294               | 29 ottobre 2008   | Spacewatch                        |
| 309747 -          | 2008 UL309               | 30 ottobre 2008   | CSS                               |
| 309748 -          | 2008 UM316               | 30 ottobre 2008   | Spacewatch                        |
| 309749 -          | 2008 UF356               | 22 ottobre 2008   | Spacewatch                        |
| 309750 -          | 2008 VR2                 | 2 novembre 2008   | LINEAR                            |
| 309751 -          | 2008 VK4                 | 6 novembre 2008   | LINEAR                            |
| 309752 -          | 2008 VG6                 | 1º novembre 2008  | CSS                               |
| 309753 -          | 2008 VT38                | 2 novembre 2008   | Spacewatch                        |
| 309754 -          | 2008 WS72                | 11 agosto 2004    | LINEAR                            |
| 309755 -          | 2008 WN87                | 12 agosto 1997    | Spacewatch                        |
| 309756 -          | 2008 WO121               | 29 novembre 2008  | Bickel, W.                        |
| 309757 -          | 2008 WN129               | 23 novembre 2008  | Mt. Lemmon Survey                 |
| 309758 -          | 2008 XW47                | 4 dicembre 2008   | Mt. Lemmon Survey                 |
| 309759 -          | 2008 XR49                | 4 dicembre 2008   | Mt. Lemmon Survey                 |
| 309760 -          | 2008 XF56                | 3 dicembre 2008   | Mt. Lemmon Survey                 |
| 309761 -          | 2008 YQ4                 | 22 dicembre 2008  | Kugel, F.                         |
| 309762 -          | 2008 YN5                 | 22 dicembre 2008  | Casulli, V. S.                    |
| 309763 -          | 2008 YJ15                | 21 dicembre 2008  | CSS                               |
| 309764 -          | 2008 YM35                | 22 dicembre 2008  | Spacewatch                        |
| 309765 -          | 2008 YN54                | 29 dicembre 2008  | Mt. Lemmon Survey                 |
| 309766 -          | 2008 YR54                | 29 dicembre 2008  | Mt. Lemmon Survey                 |
| 309767 -          | 2008 YU64                | 30 dicembre 2008  | Mt. Lemmon Survey                 |
| 309768 -          | 2008 YQ65                | 30 dicembre 2008  | Mt. Lemmon Survey                 |
| 309769 -          | 2008 YL68                | 30 dicembre 2008  | Mt. Lemmon Survey                 |
| 309770 -          | 2008 YG80                | 30 dicembre 2008  | Mt. Lemmon Survey                 |
| 309771 -          | 2008 YU80                | 30 dicembre 2008  | Spacewatch                        |
| 309772 -          | 2008 YD98                | 29 dicembre 2008  | Mt. Lemmon Survey                 |
| 309773 -          | 2008 YC99                | 29 dicembre 2008  | Spacewatch                        |
| 309774 -          | 2008 YH119               | 29 dicembre 2008  | Spacewatch                        |
| 309775 -          | 2008 YD125               | 30 dicembre 2008  | Spacewatch                        |
| 309776 -          | 2008 YH125               | 30 dicembre 2008  | Spacewatch                        |
| 309777 -          | 2008 YN133               | 29 dicembre 2008  | Spacewatch                        |
| 309778 -          | 2008 YG139               | 11 novembre 2004  | Spacewatch                        |
| 309779 -          | 2008 YN140               | 30 dicembre 2008  | Mt. Lemmon Survey                 |
| 309780 -          | 2008 YU140               | 30 dicembre 2008  | Mt. Lemmon Survey                 |
| 309781 -          | 2008 YC154               | 21 dicembre 2008  | Spacewatch                        |
| 309782 -          | 2008 YY154               | 22 dicembre 2008  | Mt. Lemmon Survey                 |
| 309783 -          | 2008 YN159               | 31 dicembre 2008  | Mt. Lemmon Survey                 |
| 309784 -          | 2008 YD161               | 29 dicembre 2008  | Mt. Lemmon Survey                 |
| 309785 -          | 2008 YJ163               | 30 dicembre 2008  | Spacewatch                        |
| 309786 -          | 2008 YM165               | 30 dicembre 2008  | Mt. Lemmon Survey                 |
| 309787 -          | 2008 YB166               | 22 dicembre 2008  | Mt. Lemmon Survey                 |
| 309788 -          | 2009 AE15                | 2 gennaio 2009    | Mt. Lemmon Survey                 |
| 309789 -          | 2009 AL22                | 3 gennaio 2009    | Spacewatch                        |
| 309790 -          | 2009 AS28                | 25 aprile 2003    | Spacewatch                        |
| 309791 -          | 2009 AZ33                | 15 gennaio 2009   | Spacewatch                        |
| 309792 -          | 2009 AF40                | 15 gennaio 2009   | Spacewatch                        |
| 309793 -          | 2009 AG47                | 1º gennaio 2009   | Spacewatch                        |
| 309794 -          | 2009 AN50                | 2 gennaio 2009    | Mt. Lemmon Survey                 |
| 309795 -          | 2009 BE32                | 16 gennaio 2009   | Spacewatch                        |
| 309796 -          | 2009 BN36                | 16 gennaio 2009   | Spacewatch                        |
| 309797 -          | 2009 BN38                | 16 gennaio 2009   | Spacewatch                        |
| 309798 -          | 2009 BL40                | 16 gennaio 2009   | Spacewatch                        |
| 309799 -          | 2009 BT41                | 16 gennaio 2009   | Spacewatch                        |
| 309800 -          | 2009 BP44                | 16 gennaio 2009   | Spacewatch                        |

## 309801-309900
| Nome     | Designazione provvisoria | Data di scoperta | Scopritore             |
| -------- | ------------------------ | ---------------- | ---------------------- |
| 309801 - | 2009 BO48                | 16 gennaio 2009  | Spacewatch             |
| 309802 - | 2009 BH65                | 20 gennaio 2009  | Spacewatch             |
| 309803 - | 2009 BL70                | 25 gennaio 2009  | CSS                    |
| 309804 - | 2009 BN77                | 25 gennaio 2009  | LINEAR                 |
| 309805 - | 2009 BO78                | 30 gennaio 2009  | Kugel, F.              |
| 309806 - | 2009 BQ81                | 28 gennaio 2009  | CSS                    |
| 309807 - | 2009 BP85                | 25 gennaio 2009  | Spacewatch             |
| 309808 - | 2009 BY85                | 25 gennaio 2009  | Spacewatch             |
| 309809 - | 2009 BP87                | 25 gennaio 2009  | Spacewatch             |
| 309810 - | 2009 BV89                | 25 gennaio 2009  | Spacewatch             |
| 309811 - | 2009 BY91                | 25 gennaio 2009  | Spacewatch             |
| 309812 - | 2009 BT94                | 25 gennaio 2009  | Spacewatch             |
| 309813 - | 2009 BL96                | 24 gennaio 2009  | PMO NEO Survey Program |
| 309814 - | 2009 BE98                | 26 gennaio 2009  | Mt. Lemmon Survey      |
| 309815 - | 2009 BF98                | 26 gennaio 2009  | Mt. Lemmon Survey      |
| 309816 - | 2009 BE105               | 25 gennaio 2009  | Spacewatch             |
| 309817 - | 2009 BU105               | 25 gennaio 2009  | Spacewatch             |
| 309818 - | 2009 BY107               | 29 gennaio 2009  | Mt. Lemmon Survey      |
| 309819 - | 2009 BS119               | 30 gennaio 2009  | Spacewatch             |
| 309820 - | 2009 BD130               | 31 gennaio 2009  | Mt. Lemmon Survey      |
| 309821 - | 2009 BB134               | 29 gennaio 2009  | Spacewatch             |
| 309822 - | 2009 BX138               | 29 gennaio 2009  | Spacewatch             |
| 309823 - | 2009 BK143               | 30 gennaio 2009  | Spacewatch             |
| 309824 - | 2009 BQ147               | 30 gennaio 2009  | Mt. Lemmon Survey      |
| 309825 - | 2009 BM157               | 31 gennaio 2009  | Spacewatch             |
| 309826 - | 2009 BO157               | 31 gennaio 2009  | Spacewatch             |
| 309827 - | 2009 BG158               | 31 gennaio 2009  | Spacewatch             |
| 309828 - | 2009 BU158               | 31 gennaio 2009  | Spacewatch             |
| 309829 - | 2009 BF165               | 31 gennaio 2009  | Spacewatch             |
| 309830 - | 2009 BY172               | 19 gennaio 2009  | Mt. Lemmon Survey      |
| 309831 - | 2009 BW174               | 25 gennaio 2009  | Spacewatch             |
| 309832 - | 2009 BM177               | 30 gennaio 2009  | Mt. Lemmon Survey      |
| 309833 - | 2009 BM182               | 17 gennaio 2009  | Spacewatch             |
| 309834 - | 2009 BT184               | 18 gennaio 2009  | LINEAR                 |
| 309835 - | 2009 BT188               | 31 gennaio 2009  | Mt. Lemmon Survey      |
| 309836 - | 2009 CK2                 | 2 aprile 2006    | Spacewatch             |
| 309837 - | 2009 CC17                | 1º febbraio 2009 | Mt. Lemmon Survey      |
| 309838 - | 2009 CG20                | 1º febbraio 2009 | Spacewatch             |
| 309839 - | 2009 CT21                | 1º febbraio 2009 | Spacewatch             |
| 309840 - | 2009 CV25                | 1º febbraio 2009 | Spacewatch             |
| 309841 - | 2009 CL28                | 1º febbraio 2009 | Spacewatch             |
| 309842 - | 2009 CS39                | 15 febbraio 2009 | Kugel, F.              |
| 309843 - | 2009 CV39                | 14 febbraio 2009 | Kugel, F.              |
| 309844 - | 2009 CR43                | 14 febbraio 2009 | Spacewatch             |
| 309845 - | 2009 CH47                | 14 febbraio 2009 | Spacewatch             |
| 309846 - | 2009 CD50                | 14 febbraio 2009 | OAM                    |
| 309847 - | 2009 CZ59                | 4 febbraio 2009  | Spacewatch             |
| 309848 - | 2009 DT3                 | 17 febbraio 2009 | LINEAR                 |
| 309849 - | 2009 DR5                 | 20 febbraio 2009 | Durig, D. T.           |
| 309850 - | 2009 DU6                 | 17 febbraio 2009 | Spacewatch             |
| 309851 - | 2009 DB17                | 19 febbraio 2009 | OAM                    |
| 309852 - | 2009 DS31                | 20 febbraio 2009 | Spacewatch             |
| 309853 - | 2009 DX32                | 20 febbraio 2009 | Spacewatch             |
| 309854 - | 2009 DF35                | 20 febbraio 2009 | Spacewatch             |
| 309855 - | 2009 DF39                | 20 gennaio 2009  | Spacewatch             |
| 309856 - | 2009 DX40                | 16 febbraio 2009 | OAM                    |
| 309857 - | 2009 DT41                | 18 febbraio 2009 | OAM                    |
| 309858 - | 2009 DT46                | 28 febbraio 2009 | LINEAR                 |
| 309859 - | 2009 DM54                | 22 febbraio 2009 | Spacewatch             |
| 309860 - | 2009 DJ55                | 22 febbraio 2009 | Spacewatch             |
| 309861 - | 2009 DL56                | 22 febbraio 2009 | Spacewatch             |
| 309862 - | 2009 DE64                | 22 febbraio 2009 | Spacewatch             |
| 309863 - | 2009 DC66                | 24 febbraio 2009 | Mt. Lemmon Survey      |
| 309864 - | 2009 DP72                | 22 febbraio 2009 | Mt. Lemmon Survey      |
| 309865 - | 2009 DY72                | 24 febbraio 2009 | Mt. Lemmon Survey      |
| 309866 - | 2009 DK74                | 26 febbraio 2009 | CSS                    |
| 309867 - | 2009 DE80                | 21 febbraio 2009 | Spacewatch             |
| 309868 - | 2009 DU80                | 22 febbraio 2009 | Spacewatch             |
| 309869 - | 2009 DB89                | 24 febbraio 2009 | Mt. Lemmon Survey      |
| 309870 - | 2009 DR92                | 28 febbraio 2009 | Spacewatch             |
| 309871 - | 2009 DY94                | 28 febbraio 2009 | Spacewatch             |
| 309872 - | 2009 DB95                | 28 febbraio 2009 | Spacewatch             |
| 309873 - | 2009 DY95                | 25 febbraio 2009 | CSS                    |
| 309874 - | 2009 DH104               | 26 febbraio 2009 | Spacewatch             |
| 309875 - | 2009 DJ105               | 26 febbraio 2009 | Spacewatch             |
| 309876 - | 2009 DL116               | 27 febbraio 2009 | Spacewatch             |
| 309877 - | 2009 DH118               | 27 febbraio 2009 | Spacewatch             |
| 309878 - | 2009 DP121               | 27 febbraio 2009 | Spacewatch             |
| 309879 - | 2009 DR121               | 27 febbraio 2009 | Spacewatch             |
| 309880 - | 2009 DD123               | 28 febbraio 2009 | Spacewatch             |
| 309881 - | 2009 DC124               | 19 febbraio 2009 | Spacewatch             |
| 309882 - | 2009 DV127               | 20 febbraio 2009 | Spacewatch             |
| 309883 - | 2009 DJ128               | 21 febbraio 2009 | Spacewatch             |
| 309884 - | 2009 DE129               | 26 febbraio 2009 | Spacewatch             |
| 309885 - | 2009 DB131               | 27 febbraio 2009 | CSS                    |
| 309886 - | 2009 DA132               | 20 febbraio 2009 | Spacewatch             |
| 309887 - | 2009 DT133               | 28 febbraio 2009 | Spacewatch             |
| 309888 - | 2009 DU133               | 28 febbraio 2009 | Mt. Lemmon Survey      |
| 309889 - | 2009 DH138               | 20 febbraio 2009 | Spacewatch             |
| 309890 - | 2009 DA139               | 24 febbraio 2009 | Spacewatch             |
| 309891 - | 2009 DR139               | 19 febbraio 2009 | CSS                    |
| 309892 - | 2009 DF140               | 19 febbraio 2009 | CSS                    |
| 309893 - | 2009 DH140               | 20 febbraio 2009 | LINEAR                 |
| 309894 - | 2009 DP140               | 22 febbraio 2009 | Spacewatch             |
| 309895 - | 2009 DG141               | 20 febbraio 2009 | Spacewatch             |
| 309896 - | 2009 DR141               | 26 febbraio 2009 | Mt. Lemmon Survey      |
| 309897 - | 2009 EM2                 | 3 marzo 2009     | Birtwhistle, P.        |
| 309898 - | 2009 EO3                 | 14 marzo 2009    | OAM                    |
| 309899 - | 2009 EK4                 | 15 marzo 2009    | OAM                    |
| 309900 - | 2009 EQ14                | 15 marzo 2009    | Spacewatch             |

## 309901-310000
| Nome           | Designazione provvisoria | Data di scoperta  | Scopritore            |
| -------------- | ------------------------ | ----------------- | --------------------- |
| 309901 -       | 2009 EV19                | 15 marzo 2009     | Mt. Lemmon Survey     |
| 309902 -       | 2009 EF21                | 15 marzo 2009     | OAM                   |
| 309903 -       | 2009 EZ21                | 15 marzo 2009     | OAM                   |
| 309904 -       | 2009 ER24                | 2 marzo 2009      | Mt. Lemmon Survey     |
| 309905 -       | 2009 ET25                | 7 marzo 2009      | Mt. Lemmon Survey     |
| 309906 -       | 2009 EL27                | 15 marzo 2009     | Spacewatch            |
| 309907 -       | 2009 ET28                | 7 marzo 2009      | Mt. Lemmon Survey     |
| 309908 -       | 2009 EA29                | 7 marzo 2009      | Mt. Lemmon Survey     |
| 309909 -       | 2009 EN29                | 3 marzo 2009      | Spacewatch            |
| 309910 -       | 2009 EE30                | 2 marzo 2009      | Mt. Lemmon Survey     |
| 309911 -       | 2009 FG2                 | 17 marzo 2009     | Schwab, E., Kling, R. |
| 309912 -       | 2009 FX6                 | 16 marzo 2009     | Spacewatch            |
| 309913 -       | 2009 FX11                | 17 marzo 2009     | Spacewatch            |
| 309914 -       | 2009 FM14                | 19 marzo 2009     | McDonald, D.          |
| 309915 -       | 2009 FP14                | 20 marzo 2009     | Kling, R., Zimmer, U. |
| 309916 -       | 2009 FQ14                | 20 marzo 2009     | Ferrando, R.          |
| 309917 Sefyani | 2009 FS14                | 20 marzo 2009     | Ory, M.               |
| 309918 -       | 2009 FF16                | 18 marzo 2009     | Mt. Lemmon Survey     |
| 309919 -       | 2009 FP19                | 21 marzo 2009     | Kugel, F.             |
| 309920 -       | 2009 FS24                | 21 marzo 2009     | OAM                   |
| 309921 -       | 2009 FX24                | 22 marzo 2009     | OAM                   |
| 309922 -       | 2009 FE33                | 21 marzo 2009     | Spacewatch            |
| 309923 -       | 2009 FT34                | 24 marzo 2009     | Mt. Lemmon Survey     |
| 309924 -       | 2009 FU34                | 24 marzo 2009     | Mt. Lemmon Survey     |
| 309925 -       | 2009 FN35                | 21 marzo 2009     | CSS                   |
| 309926 -       | 2009 FJ37                | 24 marzo 2009     | Mt. Lemmon Survey     |
| 309927 -       | 2009 FS38                | 17 marzo 2009     | Spacewatch            |
| 309928 -       | 2009 FL42                | 28 marzo 2009     | Spacewatch            |
| 309929 -       | 2009 FG52                | 28 marzo 2009     | Mt. Lemmon Survey     |
| 309930 -       | 2009 FY52                | 29 marzo 2009     | Spacewatch            |
| 309931 -       | 2009 FP61                | 29 marzo 2009     | Spacewatch            |
| 309932 -       | 2009 FK62                | 23 marzo 2009     | OAM                   |
| 309933 -       | 2009 FQ62                | 24 marzo 2009     | Spacewatch            |
| 309934 -       | 2009 FS62                | 24 marzo 2009     | Spacewatch            |
| 309935 -       | 2009 FF65                | 18 marzo 2009     | Spacewatch            |
| 309936 -       | 2009 FA66                | 19 marzo 2009     | Spacewatch            |
| 309937 -       | 2009 FB67                | 17 marzo 2009     | Spacewatch            |
| 309938 -       | 2009 FC71                | 28 marzo 2009     | Mt. Lemmon Survey     |
| 309939 -       | 2009 FM72                | 18 marzo 2009     | CSS                   |
| 309940 -       | 2009 FN72                | 18 marzo 2009     | Spacewatch            |
| 309941 -       | 2009 FG73                | 22 marzo 2009     | Mt. Lemmon Survey     |
| 309942 -       | 2009 FM73                | 24 marzo 2009     | Spacewatch            |
| 309943 -       | 2009 FO73                | 24 marzo 2009     | Spacewatch            |
| 309944 -       | 2009 FX74                | 24 marzo 2009     | Spacewatch            |
| 309945 -       | 2009 FJ75                | 18 marzo 2009     | CSS                   |
| 309946 -       | 2009 FL76                | 27 marzo 2009     | Siding Spring Survey  |
| 309947 -       | 2009 GD1                 | 3 aprile 2009     | Cerro Burek           |
| 309948 -       | 2009 GL2                 | 14 settembre 2005 | CSS                   |
| 309949 -       | 2009 GD3                 | 14 aprile 2009    | Karge, S., Kling, R.  |
| 309950 -       | 2009 GQ5                 | 1º aprile 2009    | CSS                   |
| 309951 -       | 2009 HV1                 | 17 aprile 2009    | CSS                   |
| 309952 -       | 2009 HZ2                 | 16 aprile 2009    | CSS                   |
| 309953 -       | 2009 HB5                 | 17 aprile 2009    | Spacewatch            |
| 309954 -       | 2009 HP5                 | 17 aprile 2009    | Spacewatch            |
| 309955 -       | 2009 HV5                 | 17 aprile 2009    | Spacewatch            |
| 309956 -       | 2009 HK9                 | 17 aprile 2009    | Mt. Lemmon Survey     |
| 309957 -       | 2009 HF14                | 17 aprile 2009    | CSS                   |
| 309958 -       | 2009 HH14                | 17 aprile 2009    | CSS                   |
| 309959 -       | 2009 HJ22                | 17 aprile 2009    | Spacewatch            |
| 309960 -       | 2009 HK23                | 17 aprile 2009    | Mt. Lemmon Survey     |
| 309961 -       | 2009 HB25                | 17 aprile 2009    | Spacewatch            |
| 309962 -       | 2009 HO30                | 19 aprile 2009    | Spacewatch            |
| 309963 -       | 2009 HV30                | 19 aprile 2009    | Spacewatch            |
| 309964 -       | 2009 HH32                | 19 aprile 2009    | Spacewatch            |
| 309965 -       | 2009 HK35                | 20 aprile 2009    | Spacewatch            |
| 309966 -       | 2009 HN38                | 18 aprile 2009    | Spacewatch            |
| 309967 -       | 2009 HZ39                | 19 aprile 2009    | CSS                   |
| 309968 -       | 2009 HW42                | 18 marzo 2009     | Spacewatch            |
| 309969 -       | 2009 HF44                | 20 aprile 2009    | Spacewatch            |
| 309970 -       | 2009 HR44                | 21 aprile 2009    | LINEAR                |
| 309971 -       | 2009 HW48                | 19 aprile 2009    | Spacewatch            |
| 309972 -       | 2009 HH49                | 19 aprile 2009    | Spacewatch            |
| 309973 -       | 2009 HO54                | 20 aprile 2009    | Spacewatch            |
| 309974 -       | 2009 HY57                | 24 aprile 2009    | Mt. Lemmon Survey     |
| 309975 -       | 2009 HZ59                | 22 aprile 2009    | Mt. Lemmon Survey     |
| 309976 -       | 2009 HM60                | 21 aprile 2009    | LINEAR                |
| 309977 -       | 2009 HO61                | 17 settembre 2006 | CSS                   |
| 309978 -       | 2009 HG64                | 22 aprile 2009    | Mt. Lemmon Survey     |
| 309979 -       | 2009 HU71                | 24 aprile 2009    | Spacewatch            |
| 309980 -       | 2009 HX71                | 24 aprile 2009    | Spacewatch            |
| 309981 -       | 2009 HJ72                | 26 aprile 2009    | CSS                   |
| 309982 -       | 2009 HX73                | 19 aprile 2009    | CSS                   |
| 309983 -       | 2009 HB74                | 20 aprile 2009    | CSS                   |
| 309984 -       | 2009 HZ82                | 26 aprile 2009    | CSS                   |
| 309985 -       | 2009 HF83                | 27 aprile 2009    | Mt. Lemmon Survey     |
| 309986 -       | 2009 HP85                | 29 aprile 2009    | Spacewatch            |
| 309987 -       | 2009 HQ85                | 29 aprile 2009    | Spacewatch            |
| 309988 -       | 2009 HC87                | 30 aprile 2009    | Mt. Lemmon Survey     |
| 309989 -       | 2009 HB92                | 29 aprile 2009    | Spacewatch            |
| 309990 -       | 2009 HC94                | 4 aprile 2003     | Spacewatch            |
| 309991 -       | 2009 HW94                | 29 aprile 2009    | Cerro Burek           |
| 309992 -       | 2009 HQ95                | 18 aprile 2009    | Spacewatch            |
| 309993 -       | 2009 HY95                | 20 aprile 2009    | Spacewatch            |
| 309994 -       | 2009 HV97                | 18 aprile 2009    | Spacewatch            |
| 309995 -       | 2009 HD100               | 27 aprile 2009    | Spacewatch            |
| 309996 -       | 2009 HF100               | 27 aprile 2009    | Mt. Lemmon Survey     |
| 309997 -       | 2009 HK101               | 29 aprile 2009    | Spacewatch            |
| 309998 -       | 2009 HO101               | 18 aprile 2009    | CSS                   |
| 309999 -       | 2009 HO103               | 19 aprile 2009    | Spacewatch            |
| 310000 -       | 2009 HD106               | 21 aprile 2009    | Spacewatch            |